# Triticum compactum
Espèce
Triticum compactum, le blé hérisson ou blé compact, est une espèce de plantes monocotylédones de la famille des Poaceae, sous-famille des Pooideae, originaire de l'Ancien Monde.
C'est une espèce de blé adaptée à la culture en conditions sèches, qui est très proche du blé tendre (Triticum aestivum ), dont elle est souvent considérée comme une sous-espèce (Triticum aestivum subsp. compactum). Elle se différencie du blé tendre par son épi plus compact à cause des segments du rachis plus courts. Aux États-Unis d'Amérique, ce blé « compact » est très majoritairement cultivé dans des zones sèches du Pacifique Nord-Ouest.
C'est une plante annuelle, aux tiges (chaumes) de 70 à 140 cm de long. L'inflorescence est un racème oblong, de 3 à 5 cm de long, composé d'épillets sessiles, comptant chacun deux fleurons fertiles, plus des fleurons réduits à l'apex. La lemme des fleurons fertiles se prolonge par une arête de 50 à 90 mm de long.
Triticum compactum est une espèce hexaploïde avec 21 chromosomes (2n=42). Comme d'autres types de blés, elle a été sélectionnée pour sa teneur en protéines  plus faible. En raison du processus de sélection,  Triticum compactum  a moins de gènes codant les gluténines HMW que d'autres espèces de blé. La farine produite à partir de Triticum compactum est de ce fait mieux adaptée pour la production de cookies.  Triticum compactum, comme d'autres espèces de blé tendre, n'a jamais été observée à l'état sauvage.

## Origine

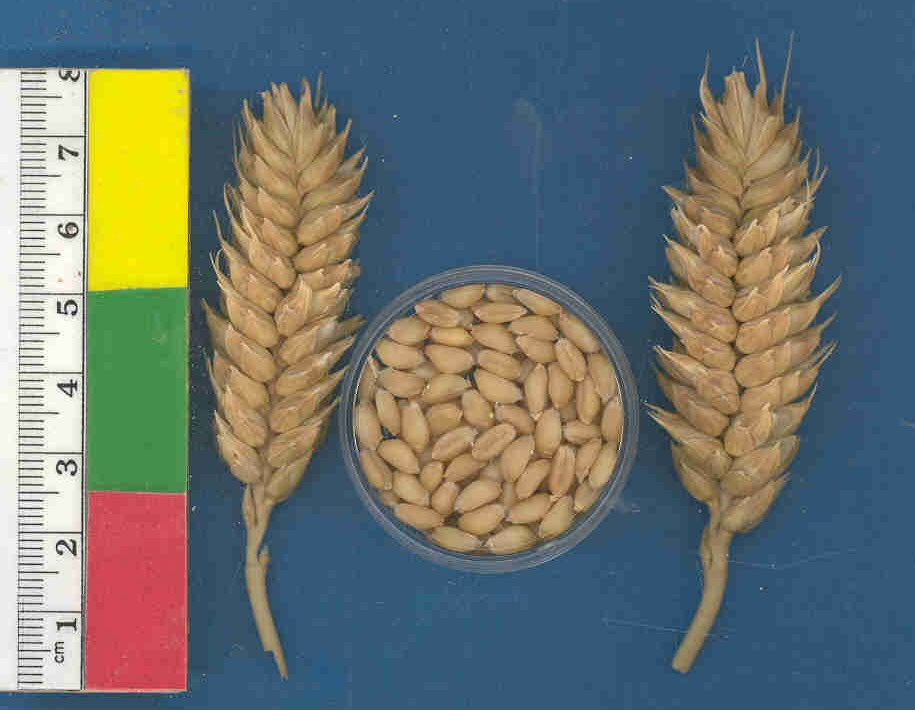
Blé hérisson, variété OSTKA SKOMOROSKA, Pologne, 1938

Ce blé très proche du blé tendre est apparu au Proche-Orient au néolithique puis a gagné l'Europe. C'était le blé des cités lacustres et des grains ont été retrouvés à l'oppidum de Bibracte.

## Taxinomie
L'espèce Tricticum compactum a été décrite pour la première fois par le botaniste autrichien, Nicolaus Thomas Host, et publiée dans Icones et Descriptiones Graminum Austriacorum 4: 4, t. 7.  en 1809.

### Synonymes
Selon Catalogue of Life (17 septembre 2017) :
- Hordeum bulbosum Sieber ex Kunth
- Hordeum sieberianum Besser
- Secale creticum L., nom. utique rej.
- Triticum aestivum subsp. compactum (Host) Thell.
- Triticum afghanicum Kudr.
- Triticum burnaschewii Flaksb., nom. nud.
- Triticum compactum var. arpualtriru Gandilyan
- Triticum compactum var. bar-darai Nigmat.
- Triticum compactum var. griseovavilovianum Udachin
- Triticum compactum subsp. irano-asiaticum Flaksb.
- Triticum compactum var. nigmatullinii Udachin & Shakhm.
- Triticum compactum var. sarezicum Nigmat.
- Triticum compactum var. vysozkyi Udachin & Shakhm.
- Triticum creticum (L.) Roem. & Schult.
- Triticum sparsum Flaksb., nom. nud.
- Triticum vulgare var. clavatum Alef.
- Triticum vulgare var. creticum Ser.
- Triticum vulgare var. icterinum Alef.
- Triticum vulgare var. sericeum Alef.
- Triticum vulgare var. splendens Alef.

### Sous-espèces et variétés
Selon Tropicos (17 septembre 2017) (Attention liste brute contenant possiblement des synonymes) :
- sous-espèce Triticum compactum subsp. irano-asiaticum Flaksb.
- variété Triticum compactum var. antiquorum Heer
- variété Triticum compactum var. bar-darai Nigmat.
- variété Triticum compactum var. griseovavilovianum Udachin
- variété Triticum compactum var. sarezicum Nigmat.

## Culture et utilisation

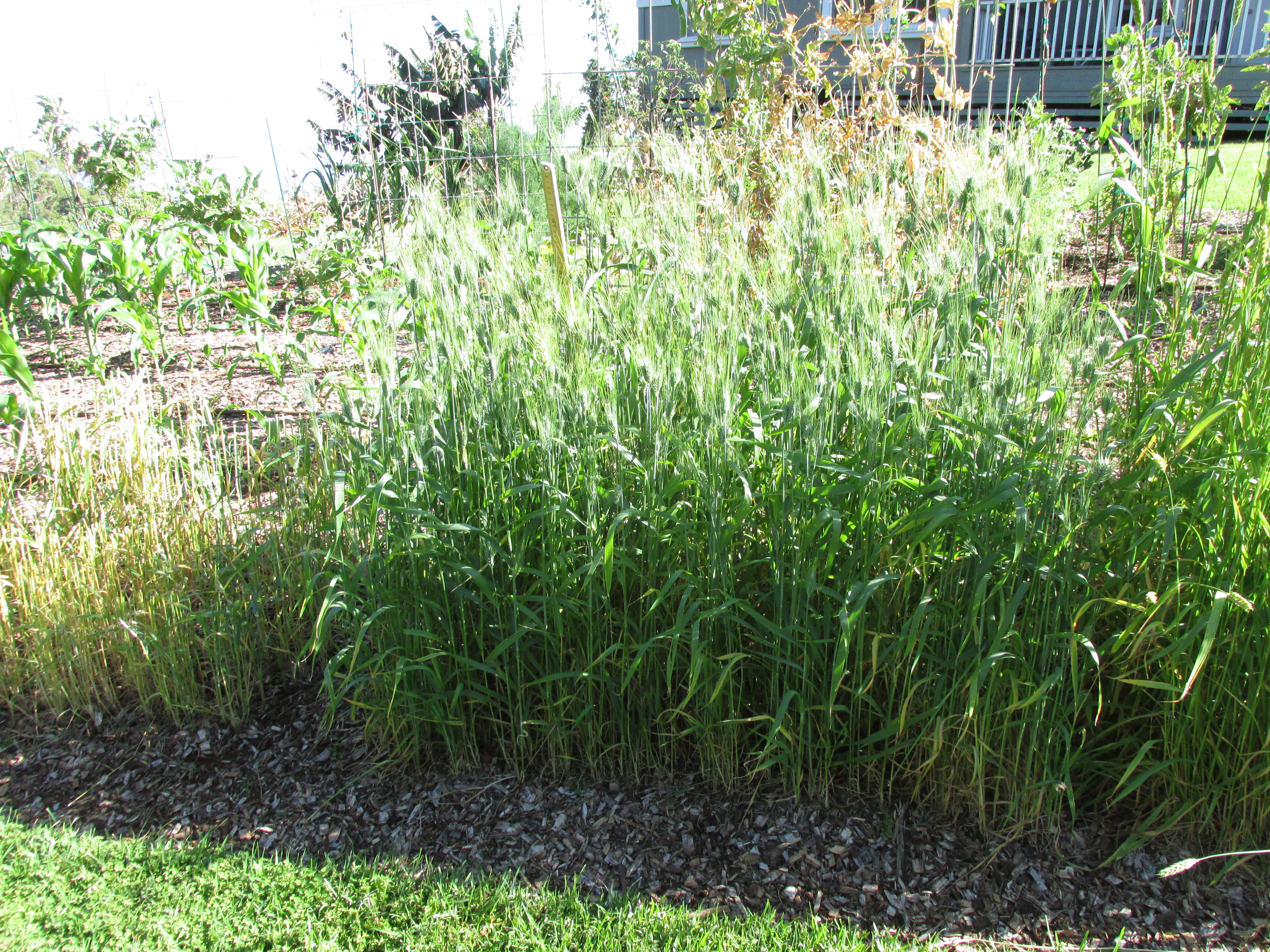
Blé compact, Hawaï, 2016

Le blé Hérisson a presque disparu du Proche-Orient et de l'Europe. Il est cultivé dans la région Pacifique-Nord-Ouest des États-Unis, où il représente 5 à 10 % de la production de blés, pour des raisons de rusticité, de tolérance à l'aridité et de qualité biscuitière. Son faible taux de gluten y est apprécié pour la fabrication des cookies, des crackers et de certains gâteaux comme les gâteaux japonais (japanese sponge cakes) ; il entre principalement dans les mélanges de farines de blés tendres dits Western White.